# Второе сражение при Винчестере
Второе сражение при Винчестере (англ. The Second Battle of Winchester) произошло 13-15 июня 1863 года в округе Фредерик и около Винчестера (штат Виргиния) и было частью Геттисбергской кампании Американской гражданской войны. Генерал-лейтенант Юга Ричард Юэлл двигался вниз по долине Шенандоа в сторону Пенсильвании, его корпус атаковал и разбил федеральный отряд под командованием генерал-майора Роберта Милроя, захватил Винчестер и взял множество пленных.

## Предыстория
После битвы у станции Бренди 9 июня 1863 года генерал Конфедерации Роберт Ли приказал II корпусу генерала Ричарда Юэлла (19 000 человек) из Северовиргинской армии войти в долину Шенандоа и очистить её от противника, чтобы основная армия могла пройти через долину в Пенсильванию. Это было первое задание Юэлла в его должности корпусного командира. Он только в конце мая получил звание генерал-лейтенанта, а 1 июня был назначен командиром корпуса. В 1862 году Юэлл принимал участие в первом сражении у Винчестера под руководством генерала Джексона, поэтому хорошо представлял себе предстоящую задачу.

## Силы сторон

### Армия Конфедерации: II-й корпус Юэлла
- Дивизия Джубала Эрли: бригады Гарри Хайса, Уильяма Смита, Джона Гордона и Исаака Эвери. (5 800 чел.)
- Дивизия Роберта Родса: бригады Джуниуса Дэниела, Джорджа Долса, Альфреда Иверсона, Стивана Рамсера и Эдварда О’Нила. (8 500 чел.)
- Дивизия Эдварда Джонсона: бригады Джорджа Стюарта, Джеймса Уокера (Бригада каменной стены), Джона Джонса и Джессе Уильямса. (6 900 чел.)[1]
- Кавбригада Альберта Дженкинса
- корпусная артиллерия полковника Томпсона Брауна.

### Федеральная Армия: 2-я дивизия VIII-го корпуса
Отряд генерал-майора Роберта Милроя. 6 900 человек, сведенные в три пехотные бригады: Вашингтона Эллиота, Эндрю МакРейнолдса и Вильяма Эли. И два небольшие пикета под командованием полковника Джозефа Кейфера.

## Оборонительные меры Милроя

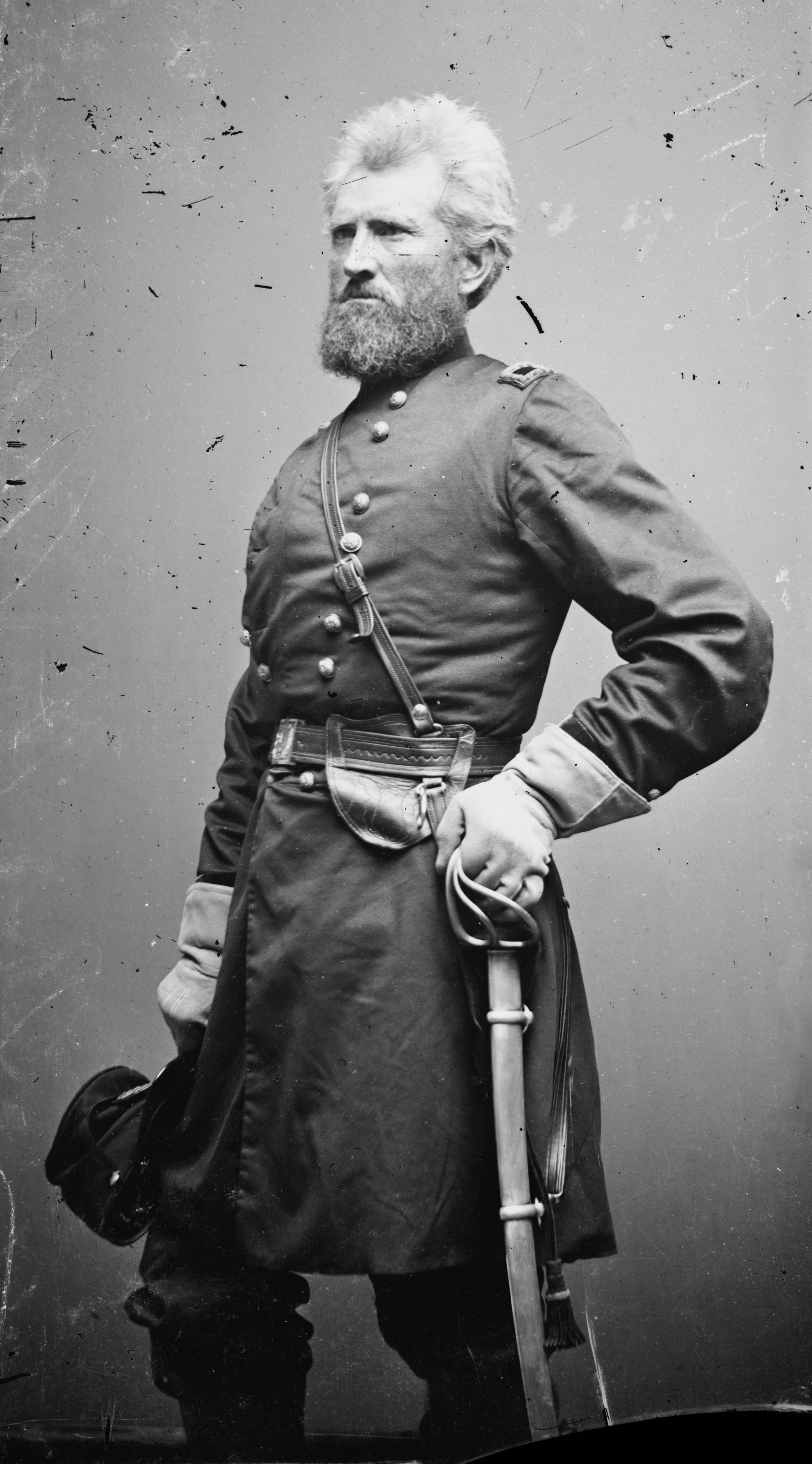
Генерал Роберт Хьюстон Милрой

К апрелю 1863 года оккупация Винчестера длилась уже четыре месяца. Милрой расставил пикеты и наблюдательные пункты вокруг Винчестера, но они располагались слишком близко к городу, так что Милрой практически ничего не знал о том, что происходит вокруг. Он не размещал дальних пикетов из опасения рейдеров противника. Например, 26 февраля два его кавалерийских полка (1-й нью-йоркский и 13-й пенсильванский) наткнулись на 7-й и 11-й вирджинские кавполки полковника Фанстена и в стычке поетряли 197 человек, в томо числе 12 офицеров. Милрой так же писал в отчетах об уничтожении рейнджеров полковника Джона Мосби, однако в отчетах самого Мосби не упоминаются рейды на Винчестер. В итоге самый дальний наблюдательный пункт с южной стороны города находился на расстоянии всего одной мили.
В самом Винчестере Милрой построил или усовершенствовал около десятка укреплений, названых «батареями». Он использовал и старые укрепления, построенные в разное время федералами и конфедератами. Укрепления были соединены дорогами и траншеями, и все это вместе с дальнобойной артиллерией позволяло Милрою предполагать, что он сможет удерживать Винчестер несколько недель, а то и месяцев.
Во время сражения Милрой разместил свои войска на высотах западнее города, в трёх самых крупных фортах. А именно:
- Батарея No. 2 — Форт-Милрой: построенный изначально конфедератами, он был усовершенствован Бэнксом и назван «Форт Гарибальди». В форте находились 14 орудий, в том числе тяжелые. После сражения южане переименовали укрепление в «Форт Джексон». (Согласно Скотту Мингусу, в форте было 6 орудий: 4 20-фунтовых Паррота и 2 24-фунтовых гаубицы[2])
- Баарея No. 3 — Стар-Форт: построен федералами в 1862 к северу от города, усилен Милроем. Имел 8 орудий.
- Батарея No. 5 — Западный Форт: люнет с 4 легкими орудиями, к западу от форта Милрой. Этот люнет был рассчитан на 500 человек.

Имелось ещё несколько укреплений, но в бою Милрой их почти не использовал:
- Батарея No. 1: укрепление на холме Бовер-Хилл, к югу от города. Это холм Джексон штурмовал ещё в кампанию 1862 года.
- Ещё семь неиспользованных укреплений.

Позже в рапорте Милрой укажет, что в укреплениях имелось 4 20-фунтовых Паррота и 2 24-фунтовых гаубицы.

## Манёвры
Движение корпуса Юэлла было частью манёвров всей Северовирджинской армии, целью которых было переправить армию через Потомак и войти в Пенсильванию под прикрытием хребта Блю-Ридж. Наступление началось 3 июня. I-й корпус Лонгстрита и III-й корпус Хилла двигались параллельно корпусу Юэлла через Берривилл, а кавалерия Стюарта должна была лишать противника информации и продвижении армии и организовывать ложные демонстрации.

### 4 — 11 июня
4 июня II-й корпус покинул Гамильтонс-Кроссинг и двинулся к Калпеперу, куда прибыл 7 июня. Узнав, что федералы перешли Раппаханок, генерал Ли 9 июня приказал Юэллу направиться к станции Бренди и помочь генералу Стюарту в сражении у станции Бренди. Однако, прибыв на место, Юэлл обнаружил, что противник уже отступил. Тогда 10 июня Юэлл продолжил движение. 11 июня дивизии Эрли и Джонсона направились по Сперревильской дороге к Гейнсскому перекрестку, а дивизия Родса пошла по Ричмондской дороге на Флинт-Хилл. Вечером 11-го числа, посовещавшись с генералом Ли, Юэлл встретился с Эрли, Джонсоном и корпусным топографом Джедия Хочкиссом, и обсудил с ними план наступления на Винчестер и Мартинсберг.

### 12 июня
Корпус Юэлла вошёл в долину Шенандоа через ущелье Честера, юго-восточнее Фронт-Рояль и двинулся по Фронт-Рояльской дороге. Там к корпусу присоединилась кавалерийская бригада Альберта Дженкинса. Юэлл посовещался с Эрли и Дженкинсом и пришёл к следующему плану.
Он решил разделить корпус на две части. Дивизия Родса и кавалерия Дженкинса должны были двигаться на Берривилл и Мартинсберг и разбить отряд МакРейнольдса (1 800 человек). Основная же часть корпуса, дивизия Эрли, Джонсона и 16-й вирджинский кавалерийский полк должны были идти на Винчестер для атаки его укреплений и уничтожения отряда Милроя (6 — 8 тыс. человек).
К концу дня 12 июня дивизия Родса находилась в пяти милях севернее города Фронт-Рояль, дивизия Джонсона пришла в Седарвиль, а дивизия Эрли стояла лагерем у реки Шенандоа.

## Основное сражение

### 13 июня
Юэлл и его генералы хорошо представляли собой положение Винчестера, поскольку сражались здесь в первом сражении при Винчестере. Юэлл ещё раз разделил свои силы для проведения двух фланговых манёвров:
Западный. Дивизия Эрли, артбатальон, 1 мерилендский батальон и балтиморская лёгкая артиллерия. Эти силы двигались на Ньютон чтобы выйти к Винчестеру с юго-запада.
Восточный. Дивизия Джонсона, 16-й вирджинский кавбвтальон. Эти части двигались на северо-запад по фронтрояльской дороге, осуществляя демонстрацию на восточной стороне Винчестера, отвлекая внимание от продвижения дивизии Эрли.
Осуществляя этот план, дивизия Джонсона двинулась по фортрояльской дороге, в 08:30 отбросила федеральные пикеты у реки Опекон и в 09:30 вступили в перестрелку у Ходж-Ран. Наступление Джонсона было остановлено огнём тяжёлых орудий с Форт-Милрой около полудня. Между тем дивизия Эрли, наступая по дороге Веллей-Пайк, вышла к Кернстауну и около 16:00 отбросила на север федеральные пикеты.
Сражение уже началось, а Милрой так и не понял, что имеет дело с целым корпусом. Он собрал все свои силы в трёх фортах, защищающих город. Опасаясь такого рода действий, главнокомандующий Генри Халлек уже давно просил Шенка отдать Милрою приказ отступать от Винчестера к Харперс-Фери. Шенк обсудил эвакуацию с Милроем, но так и не сообщил Милрою направления эвакуации, а Милрой убедил Шенка, что его оборонительные позиции под Винчестером достаточно сильны. Милрой заранее решил игнорировать советы из Вашингтона, потому что был уверен в силе своих укреплений и полагал, что сможет выдержать атаку или осаду.
В полдень дивизия Родса достигла Берривилла и попыталась захватить бригаду Макрейнольдса, но тот был предупрежден об опасности и отступил в Винчестер, где его люди заняли Стар-Форт к северу от города. И все же конфедераты сумели захватить у Банкер-Хилл часть обозов противника и 75 пленных. Южане перерезали телеграфный провод, чем уничтожили единственную линию связи Милроя. К вечеру 13-го числа дивизия Роудса достигла Мартинсберга, заняла город и захватила пять орудий. Ночью начался шторм и сильный ливень.

## 14 июня
На рассвете 14 июня бригады Гордона и Хайса бросилась на Боверс-Хилл и в 09:00 захватила его без серьёзного сопротивления. Эрли и Юэлл посовещались на Боверс-Хилл и решились на фланговый обход. Гордон повел своих людей в отвлекающую атаку на север от холма, а в это время бригада Хайса повернула назад, соединилась с бригадами Уильяма Смита и Исаака Эвери и начали обходной манёвр. Теперь у Эрли было три бригады, примерно 3 600 человек, он отвел их назад к Седар-Крик, затем на запад за хребет Яблочный Пирог, где его не могли видеть федералы. Оттуда он повернул на север, взяв с собой 20 орудий. Бригадам предстояло пройти 8 миль. Им помогал местный проводник Джеймс Бейкер. Пока Эрли совершал этот манёвр, Джонсон послал вперед линию стрелков, чтобы отвлечь внимание противника. Они затеяли перестрелку, которая тянулась с 10:00 до 16:00. Конфедеративные батареи на Боверс-Хилл начали артиллерийскую дуэль с федеральными орудиями в форте Милрой.
Между тем Милрой очень боялся флангового обхода и в 10:00 послал в разведку отряд капитана Чарлза Моргана. Морган вернулся в 14:00 и сообщил, что на флангах чисто.
Между тем в 16:00 отряды Эрли заняли позиции в миле от Западного Форта на хребте Яблочный Пирог. Эрли дал людям час на отдых, а затем приказал установить на позиции артиллерию: восемь орудий было размещено у Бриэрли-Фарм северо-западнее форта, а 12 установлено в саду юго-западнее форта. Милрой в это время решил, что атака отбита, и не подозревал, что он теперь полностью окружен и отрезан от основных сил.
Примерно в 18:00 артиллерия Эрли открыла огонь по Западному Форту, который обороняли 110-й и части 116-го огайских полков под общим руководством полковника Кейфера. 20 орудий вели огонь примерно 45 минут, в то время как луизианская бригада Хайса незаметно шла через кукурузные и пшеничные поля у подножия хребта. Бригады Смита и Эвери шли позади в качестве резерва. «Луизианские тигры» приблизились к форту на 300 метров и по команде бросились вперед. После короткого рукопашного боя федералы покинули укрепления и отступили к форту Милрой. 79 потеряли бригады Эрли во время этой атаки. Милрой написал в рапорте, что в этой атаке участвовало 10 000 солдат противника.
Юэлл наблюдал за штурмом в подзорную трубу, и ему показалось, что он видит Эрли в рядах атакующих. «Ура луизианским парням! — крикнул он, — Там Эрли. Надеюсь, старый приятель не пострадает». В это время в Эрли попала случайная пуля, но она была уже на излете и не причинила серьёзного вреда.
Южане захватили шесть нарезных орудий, из которых два сразу развернули в сторону противника. Эрли закрепился у форта, но темнота не позволила продолжать наступление. Впрочем, артиллерийская дуэль продолжалась и после захода солнца. После сражения Эрли переименовал форт в «луизианские высоты» в честь луизианской бригады Хайса.
Юэлл предположил, что Милрой попробует отступить ночью, поэтому приказал Джонсону взять три бригады, отправиться на север и перерезать пути отступления на северо-восток по Чарльзтаунской дороге. Около 21:00 Джонсон взял бригады Стюарта и Вильямса и 8 орудий и отправился по берривильской дороге и затем к Стефенсонс-Депо — железнодорожной станции дороги Винчестер-Потомак — где пересекались Мартинсбергская дорога и Чарльзтаунская. Третья бригада — бригада каменной стены — потерялась в темноте и пошла тем же путём с некоторым опозданием.
В это время (ок. 21:00) Милрой собрал военный совет, на котором было решено прорываться в Харперс-Ферри по старой Чарльзтаунской дороге. Все орудия были заклепаны, а их боеприпасы уничтожены. После полуночи солдаты незаметно покинули укрепления и собрались на поле между Стар-Фортом и фортом Милрой, оттуда отправились вдоль железнодорожной линии к Стефенсонс-Депо. Южане не заметили этого манёвра до самого утра.

## 15 июня
Примерно на (04:00) 15 июня стрелки Джонстона заметили авангард Милроя — 12-й пенсильванский кавполк — на перекрестке Вэллей-Пайк и старой Чарльзтаунской дороги. Чарльзтаунская дорога пересекала линию железной дороги, при этом над рельсами был сооружён мост. Джонсон построил свои бригады вдоль Милбернской дороги, фронтом на восток, двинул их вперед и встал на линии железной дороги, поперек Старой Чарлзтаунской, так что мост оказался в центре его позиции.
Джонсон разместил две бригады по обеим сторонам Чарльзтаунской дороги: бригаду Джорджа Стюарта справа и «луизианских тигров» слева, всего 1200 человек. Два орудия были установлены в центре, на мосту. Федералы произвели несколько фронтальных атак, но все они были отбиты. Тогда они решили обойти оба фланга Джонсона, но на правом фланге встретили только что подошедшую «бригаду каменной стены», а на левом — резервную бригаду Николса. Тогда федералы подняли белый флаг, сдалось 2300 или 2500 человек. Остальные бросились в поля и леса, где их частично настигла и захватила в плен кавалерия. Генерал Милрой со штабом и тремя сотнями кавалеристов сумел прорваться в Харперс-Ферри.

## Последствия
Рапорты офицеров Севера и Юга называют примерно одинаковые цифры потерь. Юэлл писал:
Плодами этой победы стали 23 ствола артиллерии (почти все нарезные), 4000 пленных, 300 гружёных вагонов, более 300 лошадей и множество другого снаряжения. Мы потеряли 47 человек убитыми, 219 ранеными и 3 потерянными, итого 269. Подполковник Эндрюс, который грамотно и эффективно руководил артиллерией 15-го числа, был ранен в самом конце боя.
Упомянутое количество пленных включает в себя, видимо, и оставленных в городе раненых федеральных солдат, поскольку топограф Юэлла, Джедедия Хотчкис, упоминает 2000 пленных в самом городе. По данным офицеров-северян, потери были следующие: убито 7 офицеров, 88 рядовых; ранено 12 офицеров, 336 рядовых; взято в плен 144 офицера, 3856 рядовых. Только одна дивизия Джонсона захватила в плен 3500 человек в бою у Сефенсонс-Депо.
Милрой со своим штабом и часть его солдат, всего 1200 человек, прорвались в Харперс-Ферри. 2-я дивизия VIII-го корпуса практически перестала существовать. Милрой был помещён под арест и отдан под суд. И Линкольна и Халлека интересовал вопрос: кто именно не выполнил приказ о эвакуации Винчестера. Милрой в итоге был оправдан, но нового назначения так и не получил.
В своем рапорте Милрой перекладывал ответственность на Потомакскую армию, которая позволила «как минимум двум корпусам армии Ли» численностью 50 000 человек напасть на Винчестер и окружить его. «Прецеденты этой войны оправдывают капитуляцию», писал Милрой, но, по его мнению, его жизнь принадлежит правительству, поэтому он решил пробиваться с боем. Он так же ссылался на нехватку продовольствия и боеприпасов.
Сражение при Винчестере стало первым сражением Геттисбергской кампании (не считая незапланированного столкновения у станции Бренди), оно очистило Северовирджинской армии путь через долину Шенандоа и открыло путь для вторжения на север. Захваченная добыча оправдала расчеты Ли на то, что армию можно будет снабжать за счёт противника. Корпус Юэлла продолжил движение на север: уже вечером 15 июня генерал Родс с тремя бригадами перешёл Потомак у Вильямспорта.
В карьере генерала Юэлла сражение стало первым опытом управления корпусом, и он доказал, что может справиться с такими заданиями. «Одним мощным ударом Юэлл уничтожил противника в долине Шенандоа, очистил путь для вторжения на север и ликвидировал дивизию Милроя как боевую единицу до самого конца войны. Но главное, впечатляющая победа Юэлла дала Югу надежду на то, что нашелся человек, способный заменить генерала Джексона. Новая звезда засверкала на небосклоне Конфедерации». Историк Дональд Пфанц писал, что второй Винчестер стал апогеем военной карьеры Юэлла. «Умело спланированная и безошибочно реализованная, эта операция была блестяща во всех отношениях», писал он. Быстрые манёвры и стремительные атаки Юэлла многим напоминали тактику Джексона, и один северянин сказал, что южане наверняка врут про гибель Джексона, «…так как нет в наших армиях офицера, который мог бы выполнить такие манёвры, кроме 'Старого Джека'». Майор Генри Маккид Дуглас назвал тактику Юэлла «джексониановской». Такие оценки сформировали на Юге завышенные ожидания и переоценку Юэлла, и в этом смысле, по словам Пфанца, величайшая победа Юэлла в итоге стала для него величайшим несчастьем.